# Aethridae
Aethridae is de enige familie van de superfamilie Aethroidea uit de infraorde krabben en omvat de volgende geslachten:

## Taxonomie

### Geslachten
- Actaeomorpha Miers, 1877
- Aethra Latreille, 1816
- Drachiella Guinot, 1976
- Hepatella Smith, 1863
- Hepatus Latreille, 1802
- Osachila Stimpson, 1871
- Sakaila Manning & Holthuis, 1981

### UItgestorven
- Eriosachila † Blow & Manning, 1996
- Hepatiscus † Bittner, 1875
- Mainhepatiscus † De Angeli & Beschin, 1999
- Matutites † Blow & Manning, 1996
- Prehepatus † Rathbun, 1935
- Priabonella † Beschin De Angeli Checchi & Mietto, 2006
- Pseudohepatiscus † Blow & Manning, 1996